# Estación Ceilândia Centro
La Estación Ceilândia Centro es una de las estaciones del Metro de Brasilia, situada en la ciudad satélite de Ceilândia, entre la Estación Guariroba y la Estación Ceilândia Norte.
Fue inaugurada en 2009 y atiende a moradores y trabajadores de la región central de la ciudad.

## Cercanías
- Tributación Federal de Brasil (RFB)
- Supermercado Táctico
- Fort Atacadista